# 未須本有生
未須本 有生（みすもと ゆうき、1963年 -）は、日本の小説家、推理作家。工業デザイナー。

## 経歴・人物
長崎県長崎市生まれ。長崎県立長崎南高等学校卒業。東京大学工学部航空学科を卒業する。大手メーカーに勤務し、航空機の設計などに携わる。1997年、フリーの工業デザイナーとして独立する。2014年、「推定脅威」で日本文学振興会が主催する第21回松本清張賞を受賞する。大病を患い、読書ざんまいの療養生活を送るうちに創作欲が沸き上がり、「自分にしか書けない話はないか」と考え、大好きな飛行機を題材にした物語の構想が芽生えたという。趣味は、ワイン、園芸、旅行、ドライブ。

## 作品リスト

### 単著
- 推定脅威（2014年6月 文藝春秋 / 2016年6月 文春文庫）
- リヴィジョンA（2015年6月 文藝春秋 / 2018年6月 文春文庫）
- ドローン・スクランブル（2016年10月 文藝春秋）
- ファースト・エンジン（2017年5月 集英社文庫）
- 絶対解答可能な理不尽すぎる謎（2018年7月 文藝春秋）
- 音速の刃 (2020年6月 文藝春秋)
- ミステリーは非日常とともに！ (2021年5月 南雲堂)
- 天空の密室 (2022年5月 南雲堂)
- オーバースペック (2022年10月 イカロス出版 挿絵 苗村さとみ )

### 連載
- オーバースペック (『J-Wings』2019年1月号-2021年2月号　挿絵 苗村さとみ )